# Citropsis articulata
Espèce
Citropsis articulata est espèce d'agrume arbustif du genre Citropsis répandue en Afrique occidentale tropicale d'où ses noms d'orange cerise d'Afrique de l'Ouest, orange-cerise ougandaise. Nom local en Ouganda Omuboro. Il porte des petits fruits verts et on utilise sa racine comme aphrodisiaque.

## Dénomination
De nombreux synonymes de Citropsis articulata (Willd.) Swing. & M. Kelllerman. (1914) = Citrus articulata Willd. ex Spreng. (1826, le genre Citropsis est très proche de Citrus) sont cités: Limonia demeusii Gilb. (1958) (Limonia était un genre éclaté par Swingle créateur de Citropsis), L. preussii Engl. (1895)., Citropsis preussii (Engl.) Swingle & Kellerman (1914).  L. poggel var. latialata Auct. non De Wild. Gilb. (1958), L. poggei var. latialata De Wild. Limonia Sckweinfurthii Engler, (1895) qui est vraisemblablement une variante dont la diffusion est beaucoup plus vaste. Limonia mirabilis A. Chew (1912), Citropsis mirabilis (A. Chew) Swingle & Kellerman (1914). 
«Jusqu'à la fin du XIXe siècle on a cru qu'il existait aussi à l'état sauvage en Afrique tropicale deux espèces de Citrus. L'une était Citrus articulata, l'autre Citrus paniculata, toutes les deux décrites comme provenant de la Guinée (Gold Coast) . Ces plantes sont restées longtemps mystérieuses, puis on a retrouvé les types dans les vieux herbiers et on a constaté que ce n'étaient pas des Citrus mais qu'elles appartenaient à des genres nouveaux très voisins et spéciaux à l'Afrique tropicale» (A. Chevallier - 1937).  
Ndimo na lokonda (citronnier de forêt, racine arabe Ndimo, citron) est mentionné par J.-F. Carrington (1983). 

## Description
Un arbuste ou un arbre forestier, jusqu'à 6 m de haut à fleurs blanches très parfumées. Présent en Ouganda, au Cameroun et au Gabon. («iI a été trouvé par Isert en 1786 dans les montagnes à 50-75 km au nord d'Accra et par E. Baumann sur le Koli près de Kame au Togo ; au Cameroun au lac des Eléphants à la station Johann Albrechtshöhe (musalo Bakundu) et près de Bare, puis dans le district de Kribi sur le versant ouest des montagnes, plus loin dans la région du Congo français, dans la région du Congo belge jusqu'à le Kasai (Limonia Demeusei De Wild, et L. Poggei Engl.) et aussi sur la bordure N-E du même au N-W de Fort Beni, partout comme un arbuste. C. mirabilis (Chev.) est également très proche de l'espèce précédente» écrit Die Natürlichen Pflanzenfamilien en 1931).
W. T. Swingle, créateur du genre, donne une description détaillée (1913) de C. articulata dans son sous-chapitre Espèces imparfaitement connues, et à partir d'exemplaires d'herbiers. 

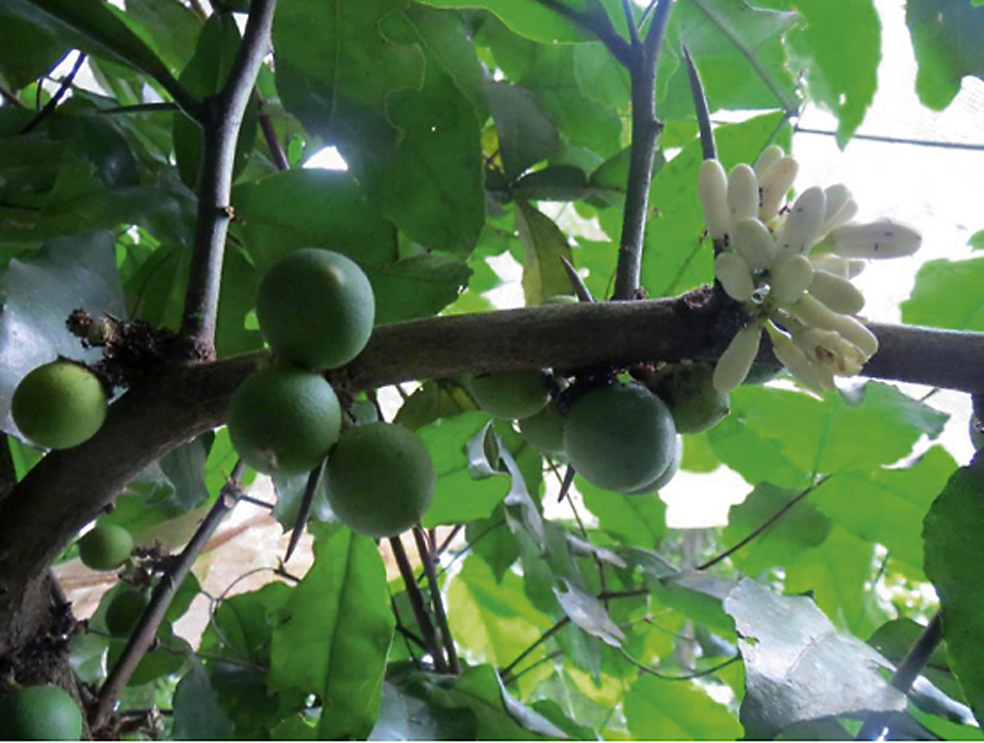
Fruits et fleurs

Plante épineuse, les feuilles alternes sont pennées. Fruit vert, aromatique et petit (2,2 cm) signalé comme mangé frais.

## Utilisation
La plante est sauvage, il n'y a pas de culture. L'utilisation comme porte-greffe de Citrus est mentionnée. Diverses utilisation sont mentionnée dans l'ethnomédecine: affection abdominales, douleurs de la colonne vertébrale.

### Aphrodisiaque
Abdoulaye M Dabo (2022) signale l'utilisation des racines de C. articulata qui contiennent de la caféine, des tanins, et de la théobromine, comme stimulant, antifatigue, aphrodisiaque. Les extraits bruts de feuilles de C. articulata sont chez le rat (2014) des traitements de la baisse de la libido due à une carence en testostérone. 
En Ouganda, l'arbre à sexe (la décoction de racines «est efficace en trois heures» assure un consommateur régulier) déraciné par les collecteurs était en voie de disparition en 2007, une étude parue en 2021 confirme que la sauvegarde de C. articulata passe par l'interdiction de récolte des populations sauvages, elle décrit également son écologie (sols très riches en macro et micronutriments, tolérant à l'ombre).

### Extraits de feuille
En 2022, une étude universitaire analyse des extraits de feuille provenant des réserves ougandaises de Mabira, Budongo et Kibale. Elle montre d'une part une forte diversité des résultats (spécialement pour les alcaloïdes) et une richesse en flavonoïdes. Ce travail a également montré que les extraits alcooliques de feuilles ont un pouvoir antibactérien et antifongique.

## Anthologie
Daniel N. Paul. Chef Lightning Bolt, Halifax, Roseway Publishing. 1978

« C'était maintenant au tour de ma plus jeune fille de se marier. J'ai enseigné à Sukaina l'art de la couture parce que l'art de la danse n'était pas seulement inabordable, il était inutile. Je lui ai appris à faire du chai [thé, infusion] en utilisant un sirop à base de cerise-orange ougandaise Omuboro, que l'on trouvait au marché local, des amandes grillées et un peu de poudre de chocolat importée de Grande-Bretagne, que Wahidji aimait conserver. À Surat, nous avions une variété de feuilles de thé spécialisées, mais en Afrique, j'avais appris à créer un thé grâce auquel mes filles se souviendraient de moi. »